# Balduin z Ibelinu
Balduin z Ibelinu, někdy uváděn jako Balduin III. z Ramly (narozen ve třicátých letech 12. století - zemřel kolem roku 1187) byl mocným křižáckým šlechticem v Jeruzalémském království. Byl druhým synem zakladatele rodu Ibelinů Barisana, jeho starším bratrem byl Hugo z Ibelinu a mladším bratrem pak Balian, obránce Jeruzaléma.
Po smrti svého staršího bratra Huga, který byl třetím manželem Anežky z Courtenay, roku 1169 hrad Ibelin přešel na Balduina, který již vlastnil rodové državy Mirabel a Ramlu. Balduin poté samotný Ibelin předal svému mladšímu bratru Balianovi. Roku 1174 Balduin z Ibelinu uvedl ke královskému dvoru v Jeruzalémě francouzský rod Lusignan v podobě svého zetě Amauryho de Lusignan, který si vzal Balduinovu dceru Echivu. Když jeruzalémský dvůr hledal regenta pro nezletilého krále Balduina IV., bratři Balian a Balduin podpořili pro tuto funkci hraběte z Tripolisu Raimonda III. proti Milesu z Plancy. Roku 1177 se oba Ibelinové účastnili bitvy u Montgisardu, kde křižáci v čele s králem Balduinem porazili Saladina.
Roku 1177, po smrti své druhé ženy Isabelly se Balduin stal kandidátem pro ovdovělou jeruzalémskou princeznu Sibylu. Balduina podporovala především místní šlechta v čele s hrabětem Raimondem III. Jeho bratr Balian se poté oženil se Sibylinou nevlastní matkou Marií.
Balduin z Ibelinu byl Turky zajat v bitvě u Mardž Ujún, spolu s velmistrem templářů Odem de St Amand a nevlastním synem Raimonda III. Hugem de St Omer roku 1179. Propuštěn byl na výkupné roku 1180, v době svatby Sibyly a francouzského šlechtice Guy de Lusignan, za kterého ji z politických důvodů provdal král Balduin IV. Guy byl bratrem zetě Balduina z Ibelinu Amauryho de Lusignan. Ten samý rok král provdal i svou mladší sestru Isabellu, Balianovu nevlastní dceru, za dědice Zajordánska Homfroie IV. a dále omezoval vliv rodu Ibelinů. Balduina ze zajetí vykoupil byzantský císař Manuel I. a Balduin později roku 1180 z vděčnosti navštívil svého zachránce v Konstantinopoli, kde ho císař bohatě obdaroval. Během jeho návštěvy v hlavním městě Byzance císař zemřel.
Roku 1183 Balduin opět podpořil Raimonda III., který v té době zastával funkci regenta za malomocenstvím sužovaného krále, tentokrát v zápase proti Guyovi de Lusignan. Král postupem času začal Guyovi stále více nedůvěřovat a snažil se ho odstranit z nástupnictví na jeruzalémský trůn a Raimond III. s místními šlechtici ho notně podporovali. Balduin IV. nakonec svým nástupcem určil svého synovce Balduina V., který byl dosazen na trůn jako nezletilý po smrti Balduina IV. roku 1185. Ibelinové a Raimond však prosazovali za nástupkyni princeznu Isabellu a jejího manžela Homfrie IV. Ten však nároky své ženy odmítl a raději se stal věrným spojencem Guye de Lusignan a jeho dvorské kliky válkychtivých šlechticů. Když roku 1187 zemřel i Balduin V., stal se králem Guy de Lusignan a všechna šlechta mu složila slib věrnosti - vyjma Raimonda III. a Balduina z Ibelinu. Proto dal svého mladého syna Thomase do péče svému bratrovi a odešel z Jeruzalémského království do Antiochijského knížectví pod ochranu knížete Bohemunda III., který Balduina přijal s poctami. Když král Guy začal sbírat vojsko proti Saladinovi a volal své šlechtice do zbraně, Balduin se odmítl vrátit do Jeruzaléma a ještě téhož roku v exilu zemřel.

## Rodina
Balduin z Ibelinu byl ženat celkem třikrát a to s:
1. Richilda z Bethsanu, provdána za Balduina kolem roku 1157, roku 1174 bylo manželství anulováno. Měli tři děti:

- - Thomas z Ibelinu (před rokem 1175 – 1188), pán z Ramly, nebyl ženatý a neměl potomky
  - Eschiva z Ibelinu (1160 –zemřela na Kypru roku 1196/1197), provdána za Amauryho I. Kyperského v říjnu 1175; matka kyperského krále Huga I.
  - Stephanie z Ibelinu, v listopadu 1175 provdána za Amauryho z Nábulu.

1. Isabella Gothman,  (1175-1177 nebo 1178, kdy Isabella zemřela. Z tohoto manželství nevzešli potomci.
2. Marie, dcera Reniera, konetábla z Tripolisu, provdána za Balduina po dubnu roku 1180, zemřela kolem 1228, z manželství nevzešli potomci.